# 彰化縣福興鄉管嶼國民小學
彰化縣福興鄉管嶼國民小學，是一所縣立國民小學，位於臺灣彰化縣福興鄉，創立至今已超過百年。「管嶼」二字，有一說法是這一帶昔為海埔新生地，墾首在土地墾成前後雇用管事者居住於此，以辦理水利及租務而得名。學區包括秀厝村、麥厝村、廈粘村、福南村（1~6鄰）、頂粘村。「老鷹想飛」紀錄片導演梁皆得為該校校友。

## 沿革
校史可追溯至1918年3月31日四年制管嶼厝公學校。1921年10月24日改為六年制管嶼厝公學校。1941月4月1日校名改稱為管嶼國民學校。1946年2月1日校名改稱為台中縣立管嶼厝國民學校。1947年2月1日校名改稱為台中縣立管嶼國民學校。1950年12月25日校名改為彰化縣管嶼國民學校。1968年8月1日，因應九年國民教育實施，全台灣省的國民學校均改制為國民小學，該校亦隨之更名為彰化縣福興鄉管嶼國民小學。

## 學校特色
1985年該校男生足球隊參加全省春季足球賽榮獲國小男生組冠軍，獲選為代表隊赴美比賽。參加德裔美人協會主辦的第三屆國際少年分齡足球錦標賽，榮獲第三名。。2017年該校百年校慶時重新成立足球隊，推展足球運動。該校緊臨台17線，上下學車流量很大，經福興鄉公所進行改善通學步道工程，竣工後的通學步道設計，融入足球意象，除了改善學童上下學安全，亦展現該校發展的特色。
除了發展足球運動，近年來參與福興鄉體育會舉辦之自行車「競速」比賽、團體跳繩比賽。

## 外部連結
- 彰化縣管嶼國小粉絲專頁 （页面存档备份，存于）